# Denny Niles
Richard Dennison „Denny“ Niles (* 12. August 1933 in Toluca Lake, Kalifornien; † 11. Juli 2011 in Los Angeles, Kalifornien) war ein US-amerikanischer Schauspieler und Filmproduzent.

## Leben
Niles wurde als Richard Dennison Niles in Toluca Lake im US-Bundesstaat Kalifornien geboren. Er war der Sohn von Ann und Wendell Niles, einem Radiomoderator und Schauspieler. Sein Bruder war Wendell E. Niles Jr., der ebenfalls als Filmproduzent tätig war.
Nach seiner Schulzeit an der North Hollywood High School besuchte Niles ab 1952 die University of Southern California (USC), die er 1956 abschloss. Er war Golden Gloves Boxchampion am College und diente während seiner zweijährigen Dienstzeit bei der United States Army als Boxtrainer auf dem Armeestützpunkt Ft. Lewis in Washington. Zusammen mit seiner Ehefrau Lila hatte er die drei Söhne Eric, Rene und Richard sowie eine Tochter, Debra.
Niles Karriere vor der Kamera begann 1955 und endete 1961. So war er 1955 in dem Film Keine Zeit für Heldentum zu sehen, aber auch in Fernsehserien wie Menschen im Weltraum und zuletzt in Route 66. Im deutschen Sprachraum wurde Niles unter anderem von Joachim Pukaß synchronisiert.
Später arbeitete er als Produzent für das Fernsehen und produzierte die damals populäre College-Talentshow All-American College Show, die unter anderem die Musikgruppe The Carpenters entdeckte. Mit seinem Bruder Wendell produzierte er das Monte Carlo Sports Festival, das lange erfolgreich im US-amerikanischen Fernsehen lief.
Niles starb im Alter von  Jahren an den Folgen chronisch obstruktiver Lungenerkrankung (COPD) und wurde von seiner Frau, seinen Kindern und seinem Bruder überlebt.

## Filmografie (Auswahl)
- 1955: Keine Zeit für Heldentum
- 1955: Der Schläger von Chicago
- 1959: Wichita Town (Fernsehserie)
- 1959: Menschen im Weltraum (Fernsehserie)
- 1959: Dezernat M (Fernsehserie)
- 1959: The DuPont Show with June Allyson (The June Allyson Show; Fernsehserie)[6]
- 1960: The Rebel (Fernsehserie)
- 1961: Route 66 (Fernsehserie)